# Wereldkampioenschappen zwemmen 2017 – 4×100 meter vrije slag gemengd
De 4×100 meter vrije slag gemengd op de wereldkampioenschappen zwemmen 2017 in Boedapest vond plaats op 29 juli 2017. Na afloop van de series kwalificeerden de acht snelste ploegen zich voor de finale.

## Records
Voorafgaand aan het toernooi waren dit het wereldrecord en het kampioenschapsrecord
| Wereldrecord         | Verenigde Staten Ryan Lochte Nathan Adrian Simone Manuel Missy Franklin | 3.23,05 | Kazan | 8 augustus 2015 |
| Kampioenschapsrecord | Verenigde Staten Ryan Lochte Nathan Adrian Simone Manuel Missy Franklin | 3.23,05 | Kazan | 8 augustus 2015 |

## Uitslagen

### Series
| Rang | Serie | Baan      | Land             | Namen | Tijd    | Bijz. |
| ---- | ----- | --------- | ---------------- | --- | ------- | ----- |
| 1    | 3     | 4         | Nederland        | Ben Schwietert (48.97) Kyle Stolk (48.06) Femke Heemskerk (52.77) Maud van der Meer (54.09)                              | 3:23.89 | Q     |
| 2    | 1     | 6         | Verenigde Staten | Blake Pieroni (48.23) Townley Haas (48.32) Lia Neal (53.98) Kelsi Worrell (53.40)                                        | 3:23.93 | Q     |
| 3    | 3     | 7         | Canada           | Yuri Kisil (48.57) Markus Thormeyer (49.35) Sandrine Mainville (53.75) Chantal Van Landeghem (53.40)                     | 3:25.07 | Q     |
| 4    | 3     | 3         | Hongarije        | Dominik Kozma (48.25) Nándor Németh (48.61) Zsuzsanna Jakabos (54.18) Evelyn Verrasztó (54.41)                           | 3:25.45 | Q     |
| 5    | 2     | 4         | Italië           | Alessandro Miressi (48.51) Ivano Vendrame (48.54) Federica Pellegrini (53.80) Erika Ferraioli (54.86)                    | 3:25.71 | Q     |
| 6    | 2     | 7         | Japan            | Katsuhiro Matsumoto (49.42) Katsumi Nakamura (47.98) Tomomi Aoki (54.86) Chihiro Igarashi (54.65)                        | 3:26.91 | Q     |
| 7    | 2     | 5         | Rusland          | Nikita Korolev (49.27) Aleksandr Popkov (48.48) Viktoria Andrejeva (54.63) Veronika Popova (54.56)                       | 3:26.94 | Q     |
| 8    | 3     | 0         | Australië        | Louis Townsend (49.42) Zac Incerti (49.03) Brianna Throssell (54.74) Madison Wilson (54.30)                              | 3:27.49 | Q     |
| 9    | 2     | 1         | China            | Lin Yongqing (49.26) Cao Jiwen (49.92) Wu Qingfeng (55.15) Sun Meichen (55.09)                                           | 3:29.42 |       |
| 10   | 3     | 9         | Denemarken       | Anders Lie (49.70) Daniel Skaaning (49.87) Signe Bro (54.79) Emilie Beckmann (55.77)                                     | 3:30.13 |       |
| 11   | 1     | 3         | Israël           | Marcus Schlesinger (50.80) Liran Konovalov (50.27) Keren Siebner (56.14) Andrea Murez (53.95)                            | 3:31.16 |       |
| 12   | 2     | 6         | Zuid-Afrika      | Douglas Erasmus (50.02) Zane Waddell (48.85) Erin Gallagher (55.26) Emma Chellius (57.25)                                | 3:31.38 |       |
| 13   | 1     | 2         | Luxemburg        | Julien Henx (50.22) Pit Brandenburger (51.02) Julie Meynen (55.93) Monique Olivier (57.73)                               | 3:34.90 |       |
| 14   | 1     | 4         | Letland          | Uvis Kalniņš (50.50) Girts Feldberg (50.83) Gabriela Ņikitina (56.76) Kristina Steina (1:00.27)                          | 3:38.36 |       |
| 15   | 3     | 6         | Jordanië         | Khader Baqlah (49.46) Mohammed Bedour (50.47) Talita Baqlah (1:00.69) Dara Al-Bakry (59.69)                              | 3:40.31 |       |
| 16   | 3     | 8         | Macau            | Chao Man Hou (52.33) Lin Sizhuang (52.45) Tan Chi Yan (59.37) Lei On Kei (59.34)                                         | 3:43.49 |       |
| 17   | 3     | 1         | Aruba            | Mikel Schreuders (49.80) Jordy Groters (53.10) Allyson Ponson (59.87) Daniella van den Berg (1:01.17)                    | 3:43.94 |       |
| 18   | 1     | 7         | Seychellen       | Dean Hoffman (55.23) Alexus Laird (1:00.82) Adam Moncherry (57.93) Felicity Passon (58.29)                               | 3:52.27 |       |
| 19   | 2     | 9         | Madagaskar       | Heriniavo Rasolonjatovo (54.29) Andrianirina Lalanomena (59.04) Elodie Marion Razafy (1:03.53) Hantan Raharvel (1:02.53) | 3:59.39 |       |
| 20   | 2     | 2         | Tadzjikistan     | Olim Kurbanov (59.51) Ramziyor Khorkashov (1:05.14) Karina Klimyk (1:13.55) Anastasiya Tyurina (1:11.45)                 | 4:29.65 |       |
| 21   | 3     | 2         | Malediven        | Ismail Muthasim Adnan (1:02.06) Aminath Shajan (1:12.51) Sajina Aishath (1:15.35) Mubal Azzam Ibrahim (1:01.32)          | 4:31.24 |       |
|      | 1     | 5         | Slowakije        | DNS | DNS     | DNS   |
| 2    | 0     | Faeröer   |                  | DNS | DNS     | DNS   |
| 2    | 3     | Egypte    |                  | DNS | DNS     | DNS   |
| 2    | 8     | Sri Lanka |                  | DNS | DNS     | DNS   |
| 3    | 5     | Frankrijk |                  | DNS | DNS     | DNS   |

### Finale
| Rang   | Baan | Namen                                                                                              | Land             | Tijd    | Bijz. |
| ------ | ---- | -------------------------------------------------------------------------------------------------- | ---------------- | ------- | ----- |
| Goud   | 5    | Caeleb Dressel (47.22) Nathan Adrian (47.49) Mallory Comerford (52.71) Simone Manuel (52.18)       | Verenigde Staten | 3.19,60 | WR    |
| Zilver | 4    | Ben Schwietert (49.12) Kyle Stolk (47.80) Femke Heemskerk (52.33) Ranomi Kromowidjojo (52.56)      | Nederland        | 3.21,81 |       |
| Brons  | 3    | Yuri Kisil (48.51) Javier Acevedo (48.68) Chantal Van Landeghem (53.25) Penny Oleksiak (53.11)     | Canada           | 3.23,55 |       |
| 4      | 7    | Katsuhiro Matsumoto (49.38) Katsumi Nakamura (47.76) Rikako Ikee (53.50) Chihiro Igarashi (54.14)  | Japan            | 3.24,78 |       |
| 5      | 2    | Luca Dotto (48.71) Alessandro Miressi (48.27) Federica Pellegrini (53.49) Silvia Di Pietro (54.42) | Italië           | 3.24,89 |       |
| 6      | 6    | Dominik Kozma (48.12) Richárd Bohus (48.54) Zsuzsanna Jakabos (53.60) Evelyn Verrasztó (54.76)     | Hongarije        | 3.25,02 |       |
| 7      | 1    | Danila Izotov (48.59) Aleksandr Popkov (48.48) Viktoria Andrejeva (54.66) Veronika Popova (53.76)  | Rusland          | 3.25,49 |       |
| 8      | 8    | Louis Townsend (49.24) Alexander Graham (48.36) Brittany Elmslie (53.93) Madison Wilson (53.98)    | Australië        | 3.25,51 |       |